# المقاطين (حزم العدين)

تعديل مصدري - تعديل

المقاطين محلة تابعة لقرية الصوافي، التابعة لعزلة حقين بمديرية حزم العدين إحدى مديريات محافظة إب في الجمهورية اليمنية، بلغ تعداد سكانها 112 حسب تعداد اليمن لعام 2004.